# Башмачник (фильм)
«Башмачник» — российский кинофильм 2002 года.
Фильм был заявлен как первый в истории российского кино комикс (одна из сцен представлена в виде рисованного комикса) в жанре комедии, мелодрамы и динамичного боевика — это сказка для взрослых с противостоянием добра и зла, хеппи-эндом, массой трюков и спецэффектов, по-лубочному ярким видеорядом и картонными персонажами, отсылающими к фольклорным героям сказок.
Слово «Башмачник» — это и название картины, и профессия главного героя — продавца в обувном магазине, и характеристика его характера: растяпа, олух, «Иванушка-дурачок».
По заявлению авторов фильма, жанр комикса спас их от навязчивых вопросов кинокритики — на вопрос, о чём фильм, продюсер Людмила Кукоба просто отвечала: ни о чём.
Главные роли исполнили на тот момент ещё малоизвестные как киноактёры Сергей Горобченко и Виктория Толстоганова. Многие из известных и популярных артистов, приглашённых для участия в фильме, на пробы просто не прошли.
Специально для фильма Олег Эмиров написал оригинальную музыку — это был первый опыт работы композитора в большом кино.
Премьера фильма должна была состояться в марте 2001 года, но многократно переносилась из-за финансовых и производственных трудностей. Прокатное удостоверение было выдано 9 апреля 2002 года, а релиз состоялся 11 декабря того же года.

## Сюжет
На фоне Москвы нового тысячелетия продавец-консультант обувного магазина — Антон Горохов (Сергей Горобченко) — влюбляется в юную притягательную красавицy Алисy (Виктория Толстоганова), женy нового русского Георгия «Жоры» Марковича по кличке Пухлый (Семён Фурман), преуспевшего в банковском секторе. Из тюрьмы выходит отец Башмачника — Фадеич по кличке Вонючка (Валерий Прохоров) — и получает задание убить Пухлого. Внезапный приступ радикулита у Вонючки вынуждает его послать на это дело единственного сына, которого он любит. Тот сначала отказывается, но отец находит нужные слова — Антон, вооружившись снайперской винтовкой, должен выполнить заказ, или же его отца самого завтра убьют бандиты с кликухами Дятел (Дмитрий Назаров) и Зелёный (Александр Яцко). На чердаке он встречает Алису, тоже со снайперской винтовкой. Она просит Антона уступить ей право первого выстрела в мужа, прямо в это время изменяющего ей со своим телохранителем и помощником Федей. Ошеломлённый Антон с радостью соглашается, Алиса стреляет — окно разбивается, сражённый Пухлый падает в кресло.
Алиса возвращается домой и задёргивает шторы — Пухлый встаёт и жалуется, что она своим выстрелом разбила дорогую китайскую вазу. Алиса просит вытащить тело дублёра — и становится ясно, что Пухлый решил инсценировать свою смерть. Чтобы не привлекать внимания, Пухлый после имитации своей смерти маскируется под бабушку — у «неё» гардероб бомжа, явно навеянный образом девочки из фильма Тарковского «Сталкер» (Мартышка — дочь Сталкера; см.  также «Тарковщина»). Следующим заказом Вонючка получает убийство единственного свидетеля аферы — своего сына. Антон и сам просит его об этом, так как Алиса высмеивает наивные предложения влюблённого Антона и советует ему найти кого-то попроще для построения счастья. Чтобы облегчить задачу отцу, Антон говорит, что не является его сыном — будто бы мать перед смертью «шепнула», что изменяла супругу во время его отсидки. Вонючка негодует, признаёт «чужую» породу сына и стреляет в него со словами: «И кровь моя закипает, и нет тебе пощады, собака!».
Пухлый, Федя и Алиса вынуждены ещё более срочно покинуть страну после мнимых похорон Пухлого, не дождавшись запланированных 40-ка дней. Дело об убийстве идёт на пересмотр — после судмедэкспертизы у патологоанатома (Илья Рутберг) оказалось, что у дублёра Пухлого за 3 часа до выстрела случился обширный инфаркт, однако лишь после похорон назначается эксгумация. Якобы напившаяся перед самолётом Алиса вынуждает троицу идти на регистрацию последними — чтобы их меньше проверяли. В ожидании рейса, Пухлый показывает ей фотографию убитого киллером Антона. В очереди ей становится нехорошо и волшебным образом она исчезает из располагающегося рядом туалета, не замеченная мужем и охранником Федей. Таким же волшебным образом пройдя охрану аэропорта, добежав по обочине дороги и доехав на попутной машине, Алиса прибывает к магазину обуви. Там хозяин магазина (Юрий Ваксман) объясняет ей, что Антон уже два дня не появлялся на работе, а потому он уволен. Взяв адрес Антона, она не может войти в его квартиру. За закрытыми дверями — утирающий слёзы Вонючка, который пытается стереть красные пятна с пола.
Попав под дождь, Алиса возвращается на чердак — и находит там живого Антона. Они картинно падают вместе через несколько этажей развалившегося чердака. Выжив после падения, Антон и Алиса разбрасывают несколько кирпичей (см. также Еккл. 3:5) и оказываются голыми в кровати на том же чердаке. Тем временем Пухлый в аэропорту скоропостижно умирает сам, а деньги, с которыми он хотел сбежать, забирают. Вонючка получает новый заказ — уже на убийство Алисы. Выстрел из снайперской винтовки в спину вышедшей за продуктами Алисе точен, а сила от ускорения после выстрела позволяет ей пробить стеклянную городскую афишу головой. Однако Алиса оживает — как и в случает с убийством Антона, это были лишь консервированные помидоры. Все живы, а Вонючку с очередным приступом радикулита забирает приехавшая для якобы застреленной Алисы машина скорой помощи. В конце фильма влюблённые и призывающие всех понять/простить главные герои Антон и Алиса — на старомодном автомобиле с советскими номерами — пытаются забрать Вонючку из больницы. По старой привычке, Вонючка хочет прихватить с собой дорогостоящее медицинское оборудование, которое в итоге грохает об асфальт. Только тогда Антон сажает отца в машину.

## В ролях
| Актёр                 | Роль                                          |
| --------------------- | --------------------------------------------- |
| Сергей Горобченко     | Антон Горохов, «Гундосый»                     |
| Виктория Толстоганова | Алиса                                         |
| Валерий Прохоров      | «Вонючка», отец Антона — Фадеич               |
| Семён Фурман          | «Пухлый», муж Алисы — Георгий «Жора» Маркович |
| Юрий Думчев           | Федя, телохранитель «Пухлого»                 |
| Дмитрий Назаров       | «Дятел»                                       |
| Александр Яцко        | «Зелёный»                                     |
| Юрий Ваксман          | хозяин магазина                               |
| Татьяна Паркина       | секретарша                                    |
| Сергей Рубеко         | коллега «Пухлого»                             |
| Илья Рутберг          | патологоанатом                                |
| Александр Комиссаров  | участник совещания                            |

## Призы
- «Бронзовая подкова» II Кинофестиваля «Любить по-русски», 14-28 февраля 2002:
  - Сергею Горобченко – за исполнение главной роли;
  - Виктории Толстогановой – за исполнение главной роли[8].
- Гран-при в конкурсе «Зрительский взгляд» на 23-м кинофестивале «Кинотавр», 2002, Сочи[2];
- Специальный приз им. Л. Гайдая[9].

## Саундтрек
Саундтрек картины перечисляет в титрах три композиции:
- «Истерика» группы Brain Damage (музыка) и Екатерины Добросердовой (слова и вокал)[10][11];
- «Овечка» группы V.I.P. (музыка и слова: Владимир Подобед)[12];
- «Everglades» Александра Копейкина (1969—2021)[13][14][15].

### Комментарии
1. ↑  Первоисточником выражения «Понять значит простить» считается Публий Теренций Афр в комедии «Самоистязатель»[7].